# Торн (буква)
Þ, þ (торн) — буква расширенной латиницы, использовавшаяся в англосаксонской и по сей день в исландской письменности.

## Þ вдревнеанглийском
Образована от руны турисаз. В древнеанглийском Þ обозначала звук [θ] и [ð]; и была взаимозаменяемой с буквой "ð".
В Ормулуме наряду с обычным торном (þ) используется двойной торн (ꟓ). Он указывает на то, что предшествующий гласный является кратким.
После изобретения печатного станка, из-за отсутствия Торна в других языках, его стали заменять на "y", как близкий по написанию. После чего в Англии начали писать «th» в целях избежания путаницы.

## Þ висландском
В исландском употребляется и по сей день, не взаимозаменяема буквой "ð". Она обозначает только звук [θ], а его звонкий вариант как раз таки обозначает буква "ð".